# Parepilysta ochreoguttata
Parepilysta ochreoguttata är en skalbaggsart som beskrevs av Stefan von Breuning 1961. Parepilysta ochreoguttata ingår i släktet Parepilysta och familjen långhorningar. Inga underarter finns listade i Catalogue of Life.